# Sestu
Sestu là một đô thị ở tỉnh Cagliari, vùng Sardinia của Italia, có vị trí cách khoảng 10 km Về phía bắc của Cagliari. Tại thời điểm ngày 31 tháng 12 năm 2004, đô thị này có dân số 17.741 người. Tại đây có các nhà thờ: San Giorgio, San Salvatore and San Gemiliano. Sestu giáp các đô thị: Assemini, Cagliari, Elmas, Settimo San Pietro, Monserrato, Monastir, Serdiana, Selargius.

## Biến động dân số
39°18′B 9°05′Đ / 39,3°B 9,09°Đ